# Partit Pantera Negra
El Partit Pantera Negra (anglès: Black Panther Party), originalment anomenat Partit Pantera Negra d'Autodefensa (anglès: Black Panther Party for Self-Defense) i popularment conegut com les Panteres Negres, és una organització política afroamericana dels Estats Units, fundada a Oakland, Califòrnia, a l'octubre del 1966 per Huey P. Newton, Bobby Seale i David Hilliard. Van ser els primers grups socials i revolucionaris que van patir la infiltració i la manipulació policial. L'FBI gairebé va aconseguir aniquilar el moviment.

## Història
Huey P. Newton, Bobby Seale, influïts pels pensaments de Malcolm X, fundaren a la Universitat de Merrit, Oakland, el Concili Assessor de l'Ànima dels Estudiants. L'any següent a l'assassinat de Malcolm, durant els actes de commemoració de l'aniversari, proposaren endur-se al campus un esquadró de joves armats, proposta que fou rebutjada. Després d'aquest incident, deixaren el Concili i decidiren formar el Partit Pantera Negra.
A partir de l'agost del 1967, l'FBI va començar a actuar contra els grups reivindicatius afroamericans, i des del 1969 els Panteres Negres constituiran el seu principal objectiu. Pocs dies després de l'assassinat de Martin Luther King, el 7 d'abril de 1968, en un tiroteig amb la policia de Oakland. el tresorer nacional Bobby Hutton, va morir i Eldridge Cleaver, ministre d'informació del Partit, ferit. Fred Hampton, vicepresident del partit, fou abatut a Chicago en 4 desembre de 1969.
El 17 de gener del 1969, Bunchy Carter i John Huggins, responsables de l'organització a Los Angeles són assassinats pels membres dels United Slaves, un grup nacionalista afroamericà rival creat el 1965. A la dècada del 1970, el partit caurà en nombroses divisions i enfrontaments, i quedarà reduït i inoperant.
Tanmateix durant l'any 1989, es va fundar el Nou Partit Pantera Negra, en la ciutat de Dallas, en l'Estat de Texas, es creu que el New Black Panther Party té bones relacions amb l'organització islàmica i nacionalista afroamericana coneguda amb el nom de la Nació de l'Islam, (en anglès: Nation of Islam) (NOI).

## Programa dels Deu Punts
La ideologia inicial del grup s'articulava respecte a l'anomenat Programa dels Deu Punts:
1. Volem la llibertat, volem el poder de determinar el destí de la nostra comunitat negra.
2. Volem treball per la nostra gent.
3. Volem la fi del robatori a la nostra comunitat negra per part dels blancs.
4. Volem habitatges decents, adaptats a l'ésser humà.
5. Volem per a la nostra gent una educació que mostri la veritable natura d'aquesta societat americana decadent. Volem una educació que ensenyi la nostra veritable història i el nostre paper en la societat actual.
6. Volem que totes les persones negres siguin exemptes del servei militar.
7. Volem la fi immediata de la brutalitat policial i assassinat de la gent negra.
8. Volem la llibertat per a totes les persones negres detingudes en les presons federals, estatals, presons del comtat i municipals.
9. Volem que tota la gent negra enviada a judici sigui jutjada en tribunals paritaris o per gent de la comunitat negra, com està previst en la Constitució dels Estats Units.
10. Volem terra, aliments, habitatge, educació, vestit, justícia i pau.

## Membres famosos
- Mumia Abu-Jamal
- Ashanti Alston
- Richard Aoki
- Elaine Brown[6]
- H. Rap Brown
- Stokely Carmichael
- Bunchy Carter
- Mark Clark
- Eldridge Cleaver
- Kathleen Cleaver
- James Cromwell
- Angela Davis
- Aaron Dixon
- Gregory Despres
- Mark Essex
- Lorenzo Komboa Ervin
- Danny Glover
- Steve Green
- Fred Hampton
- Tina Harris
- David Hilliard
- Bobby Hutton
- George Jackson
- Johnny Spain
- Huey P. Newton
- Pete O'Neal
- Geronimo Pratt
- Malik Rahim
- Nile Rodgers
- Bobby Seale
- Assata Shakur
- Afeni Shakur, la mare del raper Tupac Shakur
- Mutulu Shakur
- Karen Tustin
- Bobby Rush
- Jamal Joseph
- Toni Watkins
- Eric Gershman
- Dwight York
- Betty Van Patter

## En els mitjans
El grup apareix en diverses pel·lícules com Forrest Gump i d'altres com el film Panther (1995) de Melvin Van Peebles, es basen completament en l'organització.